# Рокки Марчиано (фильм)
«Ро́кки Марчиа́но» (англ. Rocky Marciano) — биографический телефильм американского режиссёра Чарльза Уинклера, снятый в 1999 году.

## Сюжет
Фильм в подробностях прослеживает жизненный путь легендарного боксёра Рокки Марчиано от детских лет до гибели в авиакатастрофе в 1969 году, наиболее пристальное внимание уделив его бою с Джо Луисом в октябре 1951 года.

## В ролях
- Джон Фавро — Рокки Марчиано
- Пенелопа Энн Миллер — Барбара
- Джадд Хирш — Эл Вайлл, промоутер
- Тони Ло Бьянко — Фрэнки Карбо
- Дуан Дэвис — Джо Луис
- Рино Романо — Элли Коломбо
- Джордж К. Скотт — Пьерино Маркеджиано, отец Рокки
- Рода Гемигнани — Паскуэлина Маркеджиано, мать Рокки
- Гил Файлар — Рокки в детстве
- Лорен Коллинз — Мэри Энн

## Награды и номинации
Премия Общества кинооператоров Канады
- Лучшая операторская работа в фильме на ТВ (победа)

Motion Picture Sound Editors
- Лучший звукомонтаж в телевизионном фильме (номинация)